# В суде
В суде — рассказ Антона Павловича Чехова. Написан в 1886 году, впервые опубликован в газете «Новое время», 1886, № 3814 от 11 октября с подписью Ан. Чехов. В рассказе описывается судебное заседание дела крестьянина в убийстве своей жены.

## Публикации
Рассказ А. П. Чехова «В суде» написан в 1886 году, впервые опубликован в газете «Новое время», 1886, № 3814 от 11 октября с подписью Ан. Чехов. В 1887 году рассказ был включен в сборник «В сумерках», вошел в собрание сочинений А. Чехова, издаваемое Адольфом Марксом.
При жизни Чехова рассказ был переведен на английский, немецкий, сербскохорватский, финский и чешский языки.
Рассказ написан под впечатлениями летнего провождения в 1884—1886 годах в Звенигороде. В это время писатель там работал, замещая врача С. П. Успенского, когда тот был в отпуске. Там же был и дом с разными учреждениями, который описывается в рассказе.
Юрист Н. Г. Серповский писал воспоминаниях: «Чехов очень интересовался деятельностью судов и вообще хорошо был знаком с судебной процедурой. Но его преимущественно занимали судебные казусы, в которых ярко подчеркивались смешные стороны быта».
Л. Н. Толстой считал рассказ «В суде» одним из лучших у Чехова. Он читал его семье и гостям.

## Критика
Рецензент «Русской мысли» признавал лучшим рассказ «В суде». Он писал, что «нелепицы жизни автор схватывает на лету с тонким пониманием, с уменьем несколькими штрихами заставить читателя понять и почувствовать то именно, что перечувствовал сам автор по поводу случая, который сам по себе проскальзывает в жизни незамеченным, как заурядная мелочь».
К лучшим рассказам сборника «В сумерках» относил рассказ «В суде» и литературный критик В. А. Гольцев.
Критик Ф. Е. Пактовский характеризовал рассказ как «тяжелую трагедию с двумя действующими лицами перед их грозным фатумом».

## Сюжет

Афиша фильма «Главный свидетель»

В одном уездном городе стоял казенный коричневый дом. Там была земская управа, мировой съезд, крестьянское, питейное, воинское и другие заведения. Как-то осенним пасмурным днём там заседал окружной суд. Дела в суде разбирались один за другим и быстро заканчивались.
В два часа дня началось слушание дела «по обвинению крестьянина Николая Харламова в убийстве своей жены». В зал ввели подсудимого, за ним проследовал конвойный с ружьем, сын Харламова, Прохор. Суд проходил обычным порядком: слушались обстоятельства дела, обвинительный акт. А. Чехов описывает внешность секретаря суда, уставшего председателя, прокурора, подсудимого.
Помещение суда и вся обстановка были пропитаны канцелярским равнодушием и дышало холодом, как будто это была заведенная машинка. Суд допрашивал свидетелей, врача, самого обвиняемого. Прокурор рассказал председателю, что следствие велось неряшливо, не был проведен допрос брата обвиняемого и старосты. Осматривались вещественные доказательства, топор, которым было совершено преступление.
Тяжелым мгновением для присутствующих было узнать, что конвойный был сыном обвиняемого. Люди подумали о роковой случайности, и никто «не посмел взглянуть на лицо солдата».
В какой-то момент из зала вышел судебный пристав, на что все обратили внимание, однако не подали вида, как будто ничего и не было. Людям послышались шаги и звуки, какие бывают при смене часовых, а суд продолжил свое заседание.

## Экранизация
По мотивам рассказов А. П. Чехова «Бабы», «В Москве на Трубной площади», «Сирена», «В суде» в 1969 году на Мосфильме снят художественный фильм Главный свидетель. Режиссёр: Аида Манасарова.